# Benderse
Benderse is een buurtschap in de Nederlandse gemeenten De Wolden en Westerveld, in de Nederlandse provincie Drenthe. De buurtschap is gelegen ten noorden van Ruinen.
Lokaal wordt de buurtschap ook De Benderse genoemd. In 1899 werd de plaats vermeld als Benders en in 1936 als Bendersche.  De naam betekent, volgens de Encyclopedie Drenthe, "Bent-dressche, gemeenschappelijke weide met veel buntgras.
In Benderse staat een schaapskooi, de thuisbasis van de schaapskudde van Ruinen. Ook is er een bezoekerscentrum van Natuurmonumenten gevestigd, het Bezoekerscentrum Dwingelderveld. Tussen Benderse en Witteveen is er een camping gelegen.
Op 9 april 2018 verbrandde een leegstaand keuterboerderijtje op de Benderse Berg. De schrijver Anne de Vries verbleef er na de Tweede Wereldoorlog en schreef er zijn bekende werk Bartje. Het huisje was in het bezit van Natuurmonumenten die het in 2012 gerenoveerd had. Hierbij werden zonnepanelen aangebracht vanwege het ontbreken van nutsvoorzieningen. Kort voor de brand was men begonnen met het bewoonbaar maken voor heidewachters. Hoewel het huisje formeel geen monument was werd het wel in 2017 opengesteld voor publiek tijdens Open Monumentendag.

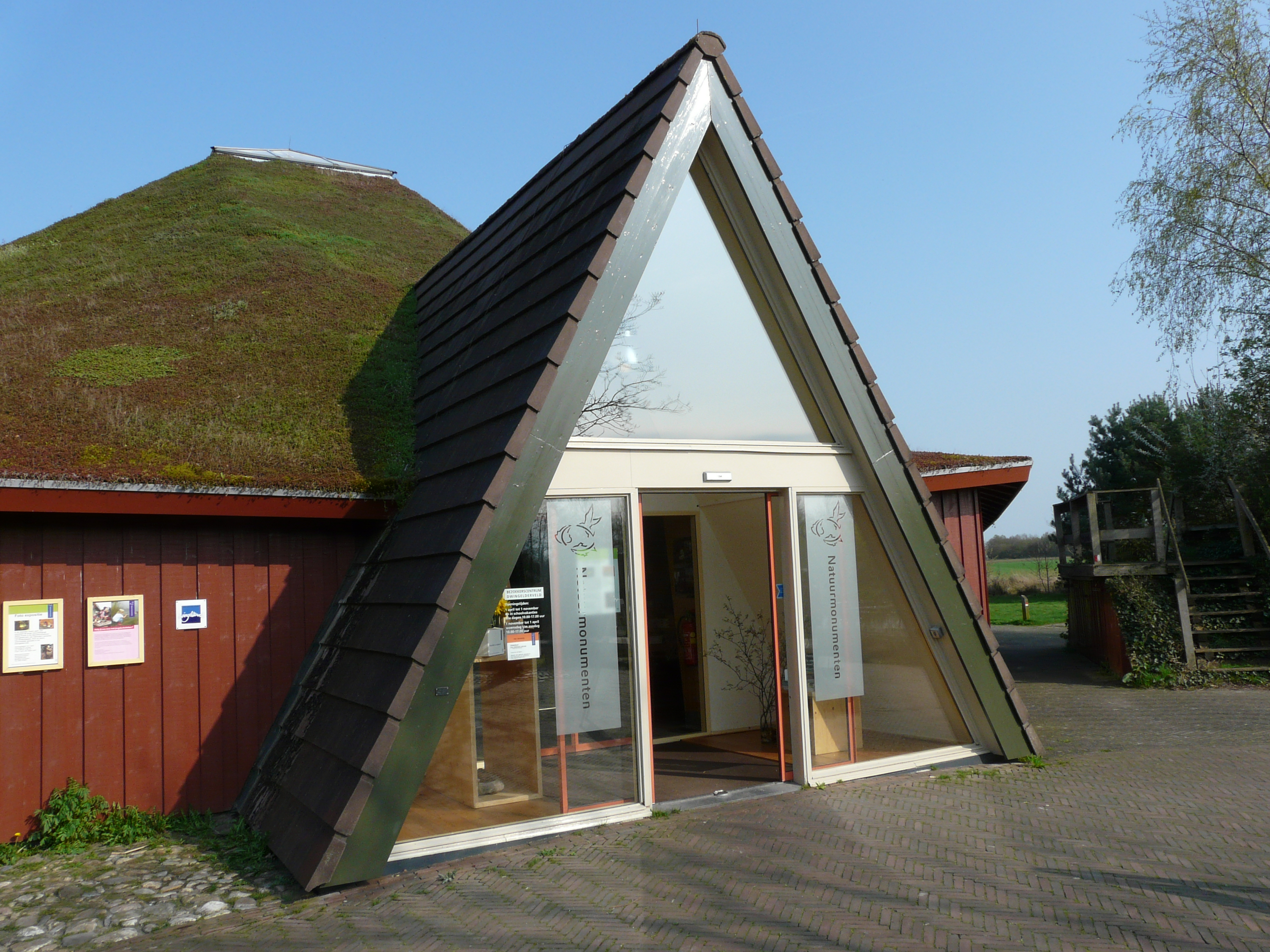
Bezoekerscentrum Dwingelderveld van Natuurmonumenten
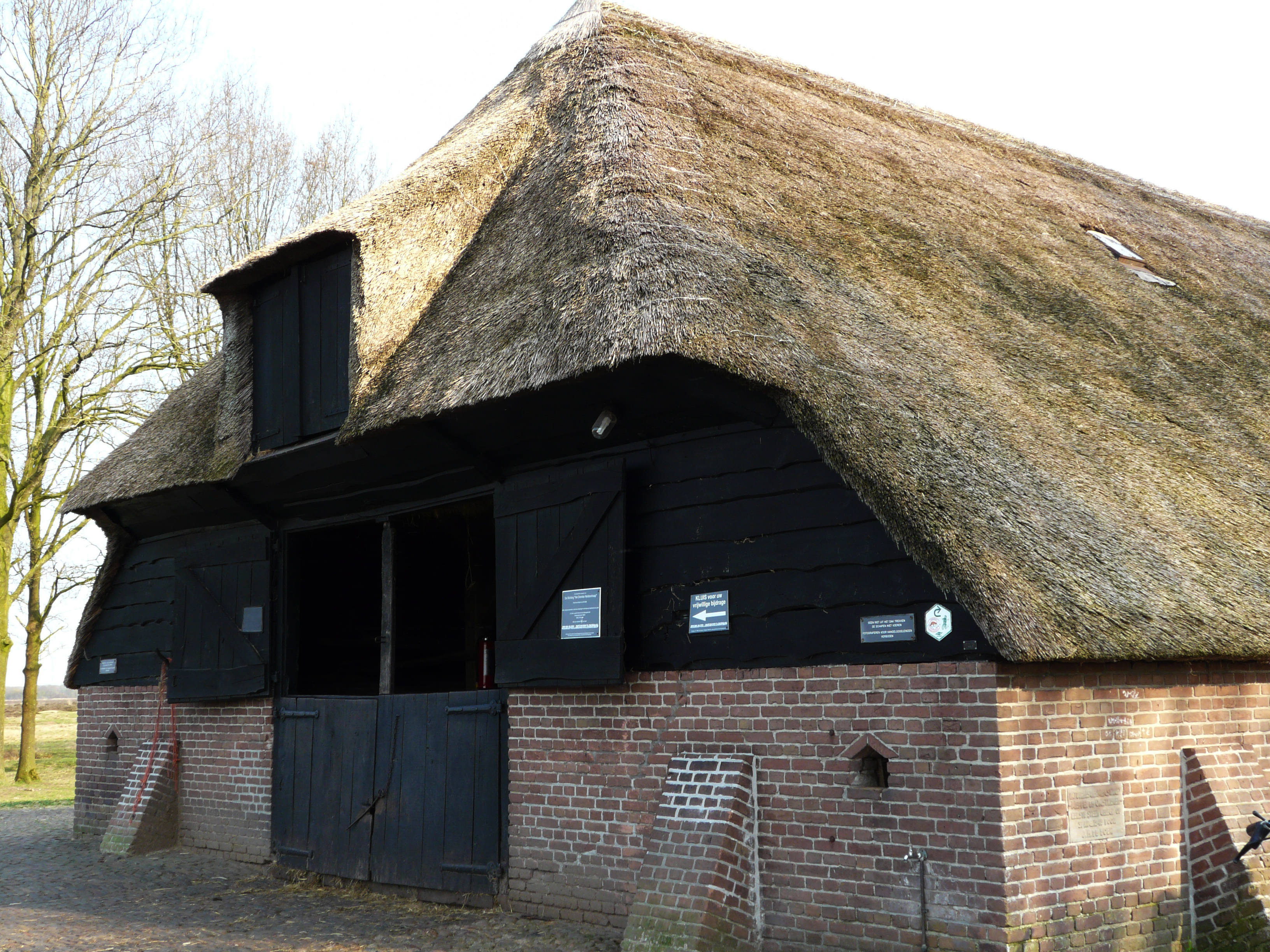
Schaapskooi Ruinen

Dorpen en Buurtschappen: Alteveer · Ansen (deels) · Berghuizen · Drogteropslagen · Echten · Eursinge · Fort · Haakswold · Hees · Kerkenveld · Koekange · Koekangerveld · Linde · Oldenhave · Oosteinde · Ruinen · Ruinerweide · Ruinerwold · Veeningen · Weerwille · de Wijk · Zuidwolde

Overige kernen: Anholt · Armweide · Bazuin · Benderse (deels) · Blijdenstein · Bloemberg · Braamberg (deels) · Buitenhuizen · Bultinge · Dickninge · Dijkhuizen · Drogt · Dunningen · Eemten · Engeland · Gijsselte · Haalweide · Hoge Linthorst · Kraloo (deels) · Kraloo · Leeuwte · Lubbinge · Lunssloten · Middelveen · Nolde · Noordwijk · Oosterwijk · Oshaar · Oud Veeningen · Paardelanden · Pieperij · Rheebruggen · Schottershuizen · Schrapveen · De Stapel · Steenbergen · Struikberg · De Stuw · Ten Arlo · De Tippe · Vuile Riete · Wemmenhove · Witteveen (deels) 

Drenthe: Steden en dorpen      Nederland: Provincies · Gemeenten
Ansen (deels) · Benderse (deels) · Boschoord · Boterveen · Busselte · Darp · De Monden (deels) · Diever · Dieverbrug · Doldersum · Dwingeloo · Eemster · Eursinge · Frederiksoord · Geeuwenbrug · Het Moer · Het Schier · Havelte · Havelterberg (deels) · Holtien · Holtinge · Holtland · Kalteren · Kraloo (deels) · Leggeloo · Lhee · Lheebroek · Molenstad · Nijensleek · Oldendiever · Oude Willem  (deels) · Uffelte · Veendijk · Veldhuizen · Vledder · Vledderveen · Wapse · Wapserveen · Wateren · Westeinde · Wilhelminaoord · Wittelte · Witteveen (deels) · Zorgvlied

Drenthe: Steden en dorpen      Nederland: Provincies · Gemeenten